# Lijst van voetbalinterlands Barbados - Curaçao
Deze lijst van voetbalinterlands is een overzicht van alle officiële voetbalwedstrijden tussen de nationale teams van Barbados en Curaçao. De landen speelden tot op heden twee keer tegen elkaar. De eerste ontmoeting, een kwalificatiewedstrijd voor de Caribbean Cup 2017, werd gespeeld in Bridgetown op 23 maart 2016. Het laatste duel, een kwalificatiewedstrijd voor het Wereldkampioenschap voetbal 2026, vond plaats op 5 juni 2024 in Willemstad.

## Wedstrijden
| № | Plaats     | Datum         | Competitie                      | Wedstrijd          | Uitslag |
| - | ---------- | ------------- | ------------------------------- | ------------------ | ------- |
| 1 | Bridgetown | 23 maart 2016 | Caribbean Cup 2017 kwalificatie | Barbados – Curaçao | 1 – 0   |
| 2 | Willemstad | 5 juni 2024   | WK 2026 kwalificatie            | Curaçao − Barbados | 4 − 1   |

## Samenvatting
| Competitie                 | Totaal gespeeld | Winst Barbados | Gelijk | Winst Curaçao | Doelsaldo Barbados – Curaçao |
| -------------------------- | --------------- | -------------- | ------ | ------------- | ---------------------------- |
| WK-kwalificatie            | 1               | 0              | 0      | 1             | 1 − 4                        |
| Caribbean Cup-kwalificatie | 1               | 1              | 0      | 0             | 1 − 0                        |
| Totaal                     | 2               | 1              | 0      | 1             | 2 − 4                        |

Wedstrijden bepaald door strafschoppen worden, in lijn met de FIFA, als een gelijkspel gerekend.